# Tom Kha Kai

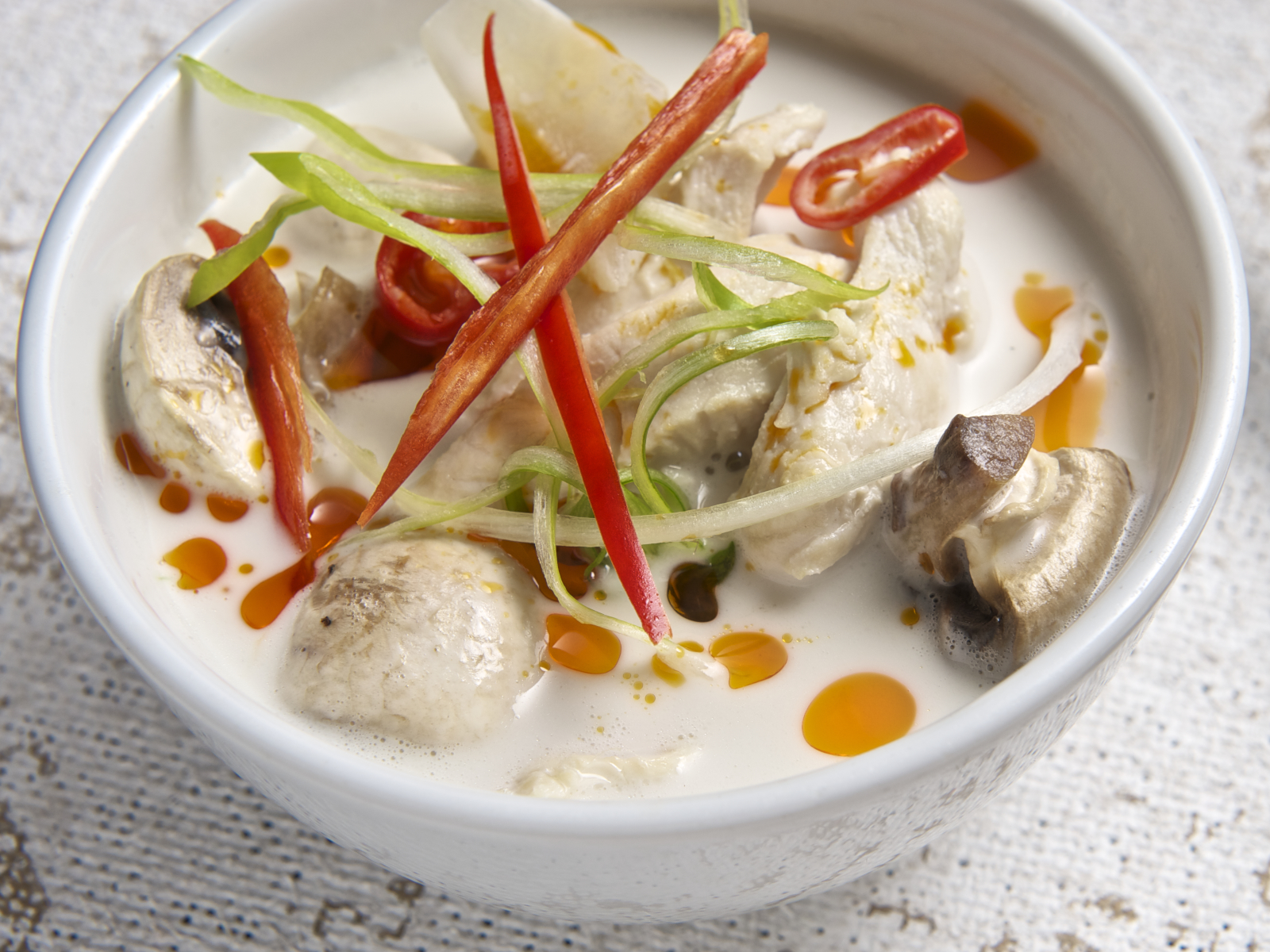
Tom Kha Kai (mit Dekoration)

Tom Kha Kai oder Tom Kha Gai (thailändisch ต้มข่าไก่, Aussprache: [tôm kʰàː kàj]) ist ein Gericht der thailändischen Küche. Zentrale Zutaten sind Kokosmilch, Hühnerfleisch, Galgant („Thai-Ingwer“) und Zitronengras. Die zugrundeliegende Currysuppe Tom Kha kann statt mit Huhn auch mit einer anderen Fleischeinlage, Meeresfrüchten oder vegetarisch zubereitet werden. Die Variante mit Huhn ist aber die weitaus populärste.

## Etymologie und Geschichte
Das Thai-Wort tom (ต้ม) bedeutet „gekocht“, kha(ข่า) bedeutet „Galgant“  und kai (ไก่) bedeutet „Huhn“. Das Thai-Wort für „Huhn“ beginnt mit einem unbehauchten ‚k‘, das in der Wahrnehmung vieler deutscher und englischer Muttersprachler eher einem ‚g‘ als einem behauchten ‚k‘ ähnelt, weshalb es oft als gai transkribiert wird.
Einige Thailänder nennen das Gericht auch Kaeng Kha Kai (แกงข่าไก่), weil es der Zubereitung nach ein kaeng, d. h. ein „Thai-Curry“ ist. In Restaurants im deutschsprachigen Raum wird Tom Kha Kai oft als „thailändische Hühner-Kokos-Suppe“ o. ä. bezeichnet, was jedoch den aus thailändischer Sicht zentralen, geschmack- und namengebenden Bestandteil Galgant verschweigt.
Galgant wird außerhalb Südostasiens gelegentlich mit Ingwer verwechselt, hat aber einen eigenständigen Geschmack und gibt der Suppe eine spezifische, leicht säuerliche Note. Für mit Ingwer zubereitete Tom Kha Kai gibt es in Thailand einen eigenen Begriff: Tom Khing Kai. Die Variante mit Galgant ist in Thailand verbreiteter als die mit Ingwer.
Im ausgehenden 19. Jahrhundert verstand man unter Tom Kha Kai ein Currygericht, zu dem ein Chili-Dip gereicht wurde. Für 1890 ist hierfür ein Rezept nachweisbar. Das Gericht ist auch in der laotischen Küche gebräuchlich, die viele Gemeinsamkeiten mit der nord(ost)-thailändischen Küche aufweist.

## Zubereitung
Neben Hühnerfond, Hühnerfleisch und Kokosmilch sind Champignons, Fischsauce, Galgant, Limetten- oder Zitronensaft, Kaffernlimettenblätter und Zitronengras Standardzutaten der Suppe. Tamarindensaft, Tomaten und Zwiebeln werden oft als optionale weitere Zutaten verwendet. Die gewünschte Schärfe wird durch Chilis erzielt. Galgant, Kaffernlimettenblätter und Zitronengras werden nach dem Kochen entfernt bzw. auf dem Teller gelassen und nicht mitgegessen. Vor dem Servieren wird die Suppe mit Koriander bestreut. Alternativ können der Koriander mitgekocht und stattdessen weitere Kaffernlimettenblätter als Dekoration genutzt werden.
In Thailand wird Tom Kha Kai fast immer mit Reis als Hauptgericht gegessen (bzw. als eines von mehreren, parallel servierten Gerichten). In Europa wird es hingegen oft als Vorsuppe angeboten.
Statt des Huhns können andere Zutaten genutzt werden; in Thailand ändert sich dadurch der Name des Gerichts. Für Tom Kha Thale oder Tom Kha Kung werden Garnelen verwendet, für Tom Kha Het Pilze, für Tom Kha Mu Schweinefleisch und für Tom Kha Taohu Tofu.